# 6 Ore di Spa-Francorchamps 2022
La 6 Ore di Spa-Francorchamps 2022 è stata un evento di corse di auto sportive di resistenza che si è tenuta presso il Circuito di Spa-Francorchamps il 7 maggio 2022: è stata il secondo round del Campionato del mondo endurance 2022 ed è stata l'undicesima edizione dell'evento nell'ambito del campionato e la quarantaduesima edizione della competizione.

## Elenco iscritti
L'elenco degli iscritti è stato rivelato il 25 marzo 2022, per questa gara avvengono diversi cambi di piloti rispetto 1000 Miglia di Sebring. Per la Classe Hypercar, la Glickenhaus Racing sostituisce Ryan Briscoe con Luis Felipe Derani, campione in carica del Campionato IMSA WeatherTech SportsCar. Nella classe LMP2 avvengono quattro cambi di piloti, Sébastien Bourdais e Alex Lynn dopo aver saltato il round di Sebring tornano rispettivamente nel team Vector Sport e United Autosports. Alex Brundle guarito dal covid-19 torna al volante del team Inter Europol Competition, mentre Bent Viscaal viene chiamato per sostituire Mathias Beche nel team ARC Bratislava. Per quello che riguarda la Classe GTE Am, Henrique Chaves sostituisce Florian Latorre, il team Iron Dames cambia Sarah Bovy e Michelle Gatting con Christina Nielsen e Doriane Pin. Inoltre avviene anche l'esordio stagionale del team GR Racing nella GTE Am.
Di seguito l'elenco dei partecipanti:
| No. | Squadra             | Auto                | Pneumatici | Pilota 1         | Pilota 2           | Pilota 3           |
| --- | ------------------- | ------------------- | ---------- | ---------------- | ------------------ | ------------------ |
| 7   | Toyota Gazoo Racing | Toyota GR010 Hybrid | M          | Mike Conway      | Kamui Kobayashi    | José María López   |
| 8   | Toyota Gazoo Racing | Toyota GR010 Hybrid | M          | Sébastien Buemi  | Brendon Hartley    | Ryō Hirakawa       |
| 36  | Alpine Elf Matmut   | Alpine A480         | M          | Nicolas Lapierre | André Negrão       | Matthieu Vaxivière |
| 708 | Glickenhaus Racing  | Glickenhaus 007 LMH | M          | Olivier Pla      | Luis Felipe Derani | Romain Dumas       |

| No. | Squadra                   | Auto            | Pneumatici | Pilota 1               | Pilota 2          | Pilota 3           |
| --- | ------------------------- | --------------- | ---------- | ---------------------- | ----------------- | ------------------ |
| 1   | Richard Mille Racing Team | Oreca 07-Gibson | G          | Charles Milesi         | Sébastien Ogier   | Lilou Wadoux       |
| 5   | Team Penske               | Oreca 07-Gibson | G          | Dane Cameron           | Emmanuel Collard  | Felipe Nasr        |
| 9   | Prema Orlen Team          | Oreca 07-Gibson | G          | Robert Kubica          | Louis Delétraz    | Lorenzo Colombo    |
| 10  | Vector Sport              | Oreca 07-Gibson | G          | Sébastien Bourdais     | Ryan Cullen       | Nico Müller        |
| 22  | United Autosports         | Oreca 07-Gibson | G          | Filipe Albuquerque     | Philip Hanson     | Will Owen          |
| 23  | United Autosports         | Oreca 07-Gibson | G          | Alex Lynn              | Oliver Jarvis     | Josh Pierson       |
| 28  | Jota Sport                | Oreca 07-Gibson | G          | Jonathan Aberdein      | Ed Jones          | Oliver Rasmussen   |
| 31  | Team WRT                  | Oreca 07-Gibson | G          | Robin Frijns           | Sean Gelael       | René Rast          |
| 34  | Inter Europol Competition | Oreca 07-Gibson | G          | Alex Brundle           | Jakub Śmiechowski | Esteban Gutiérrez  |
| 35  | Ultimate                  | Oreca 07-Gibson | G          | Jean-Baptiste Lahaye   | François Heriau   | Matthieu Lahaye    |
| 38  | Jota Sport                | Oreca 07-Gibson | G          | António Félix da Costa | Roberto González  | Will Stevens       |
| 41  | RealTeam by WRT           | Oreca 07-Gibson | G          | Rui Andrade            | Norman Nato       | Ferdinand Habsburg |
| 44  | ARC Bratislava            | Oreca 07-Gibson | G          | Miroslav Konôpka       | Mathias Beche     | Bent Viscaal       |
| 45  | Algarve Pro Racing        | Oreca 07-Gibson | G          | James Allen            | René Binder       | Steven Thomas      |
| 83  | AF Corse                  | Oreca 07-Gibson | G          | Nicklas Nielsen        | François Perrodo  | Alessio Rovera     |

| No. | Squadra         | Auto                    | Pneumatici | Pilota 1            | Pilota 2              |
| --- | --------------- | ----------------------- | ---------- | ------------------- | --------------------- |
| 51  | AF Corse        | Ferrari 488 GTE Evo     | M          | James Calado        | Alessandro Pier Guidi |
| 52  | AF Corse        | Ferrari 488 GTE Evo     | M          | Antonio Fuoco       | Miguel Molina         |
| 64  | Corvette Racing | Chevrolet Corvette C8.R | M          | Tommy Milner        | Nick Tandy            |
| 91  | Porsche GT Team | Porsche 911 RSR-19      | M          | Gianmaria Bruni     | Richard Lietz         |
| 92  | Porsche GT Team | Porsche 911 RSR-19      | M          | Michael Christensen | Kévin Estre           |

| No. | Squadra               | Auto                     | Pneumatici | Pilota 1          | Pilota 2              | Pilota 3           |
| --- | --------------------- | ------------------------ | ---------- | ----------------- | --------------------- | ------------------ |
| 21  | AF Corse              | Ferrari 488 GTE Evo      | M          | Simon Mann        | Christoph Ulrich      | Toni Vilander      |
| 33  | TF Sport              | Aston Martin Vantage AMR | M          | Ben Keating       | Henrique Chaves       | Marco Sørensen     |
| 46  | Team Project 1        | Porsche 911 RSR-19       | M          | Matteo Cairoli    | Nicolas Leutwiler     | Mikkel O. Pedersen |
| 54  | AF Corse              | Ferrari 488 GTE Evo      | M          | Nick Cassidy      | Francesco Castellacci | Thomas Flohr       |
| 56  | Team Project 1        | Porsche 911 RSR-19       | M          | Ben Barnicoat     | Brendan Iribe         | Ollie Millroy      |
| 60  | Iron Lynx             | Ferrari 488 GTE Evo      | M          | Alessandro Balzan | Raffaele Giammaria    | Claudio Schiavoni  |
| 71  | Spirit of Race        | Ferrari 488 GTE Evo      | M          | Gabriel Aubry     | Franck Dezoteux       | Pierre Ragues      |
| 77  | Dempsey-Proton Racing | Porsche 911 RSR-19       | M          | Sebastian Priaulx | Christian Ried        | Harry Tincknell    |
| 85  | Iron Dames            | Ferrari 488 GTE Evo      | M          | Doriane Pin       | Rahel Frey            | Michelle Gatting   |
| 86  | GR Racing             | Porsche 911 RSR-19       | M          | Ben Barker        | Ricardo Pera          | Michael Wainwright |
| 88  | Dempsey-Proton Racing | Porsche 911 RSR-19       | M          | Jan Heylen        | Patrick Lindsey       | Fred Poordad       |
| 98  | Northwest AMR         | Aston Martin Vantage AMR | M          | Paul Dalla Lana   | David Pittard         | Nicki Thiim        |
| 777 | D'station Racing      | Aston Martin Vantage AMR | M          | Charlie Fagg      | Tomonobu Fujii        | Satoshi Hoshino    |

## Gara

### Risultati
I vincitori di classe sono indicati in grassetto.
| Pos | Classe      | N°  | Team                      | Piloti                                                 | Telaio                        | Gomme | Giri |
| Pos | Classe      | N°  | Team                      | Piloti                                                 | Motore                        | Gomme | Giri |
| --- | ----------- | --- | ------------------------- | ------------------------------------------------------ | ----------------------------- | ----- | ---- |
| 1   | Hypercar    | 7   | Toyota Gazoo Racing       | Mike Conway Kamui Kobayashi José María López           | Toyota GR010 Hybrid           | M     | 103  |
| 1   | Hypercar    | 7   | Toyota Gazoo Racing       | Mike Conway Kamui Kobayashi José María López           | Toyota 3.5 L Turbo V6         | M     | 103  |
| 2   | Hypercar    | 36  | Alpine Elf Team           | Nicolas Lapierre André Negrão Matthieu Vaxivière       | Alpine A480                   | M     | 103  |
| 2   | Hypercar    | 36  | Alpine Elf Team           | Nicolas Lapierre André Negrão Matthieu Vaxivière       | Gibson GL458 4.5 L V8         | M     | 103  |
| 3   | LMP2        | 31  | Team WRT                  | Robin Frijns Sean Gelael René Rast                     | Oreca 07                      | G     | 103  |
| 3   | LMP2        | 31  | Team WRT                  | Robin Frijns Sean Gelael René Rast                     | Gibson GK428 4.2 L V8         | G     | 103  |
| 4   | LMP2        | 41  | RealTeam by WRT           | Rui Andrade Ferdinand Habsburg Norman Nato             | Oreca 07                      | G     | 103  |
| 4   | LMP2        | 41  | RealTeam by WRT           | Rui Andrade Ferdinand Habsburg Norman Nato             | Gibson GK428 4.2 L V8         | G     | 103  |
| 5   | LMP2        | 38  | Jota                      | António Félix da Costa Roberto González Will Stevens   | Oreca 07                      | G     | 103  |
| 5   | LMP2        | 38  | Jota                      | António Félix da Costa Roberto González Will Stevens   | Gibson GK428 4.2 L V8         | G     | 103  |
| 6   | LMP2        | 5   | Team Penske               | Dane Cameron Emmanuel Collard Felipe Nasr              | Oreca 07                      | G     | 103  |
| 6   | LMP2        | 5   | Team Penske               | Dane Cameron Emmanuel Collard Felipe Nasr              | Gibson GK428 4.2 L V8         | G     | 103  |
| 7   | LMP2        | 22  | United Autosports USA     | Filipe Albuquerque Philip Hanson Will Owen             | Oreca 07                      | G     | 103  |
| 7   | LMP2        | 22  | United Autosports USA     | Filipe Albuquerque Philip Hanson Will Owen             | Gibson GK428 4.2 L V8         | G     | 103  |
| 8   | LMP2        | 23  | United Autosports USA     | Oliver Jarvis Josh Pierson Alex Lynn                   | Oreca 07                      | G     | 102  |
| 8   | LMP2        | 23  | United Autosports USA     | Oliver Jarvis Josh Pierson Alex Lynn                   | Gibson GK428 4.2 L V8         | G     | 102  |
| 9   | Hypercar    | 708 | Glickenhaus Racing        | Romain Dumas Olivier Pla Luis Felipe Derani            | Glickenhaus SCG 007 LMH       | M     | 102  |
| 9   | Hypercar    | 708 | Glickenhaus Racing        | Romain Dumas Olivier Pla Luis Felipe Derani            | Glickenhaus 3.5 L Turbo V8    | M     | 102  |
| 10  | LMP2        | 9   | Prema Orlen Team          | Lorenzo Colombo Louis Delétraz Robert Kubica           | Oreca 07                      | G     | 102  |
| 10  | LMP2        | 9   | Prema Orlen Team          | Lorenzo Colombo Louis Delétraz Robert Kubica           | Gibson GK428 4.2 L V8         | G     | 102  |
| 11  | LMGTE Pro   | 51  | AF Corse                  | James Calado Alessandro Pier Guidi                     | Ferrari 488 GTE Evo           | M     | 102  |
| 11  | LMGTE Pro   | 51  | AF Corse                  | James Calado Alessandro Pier Guidi                     | Ferrari F154CB 3.9 L Turbo V8 | M     | 102  |
| 12  | LMGTE Pro   | 92  | Porsche GT Team           | Michael Christensen Kévin Estre                        | Porsche 911 RSR-19            | M     | 102  |
| 12  | LMGTE Pro   | 92  | Porsche GT Team           | Michael Christensen Kévin Estre                        | Porsche 4.2 L Flat-6          | M     | 102  |
| 13  | LMGTE Pro   | 52  | AF Corse                  | Antonio Fuoco Miguel Molina                            | Ferrari 488 GTE Evo           | M     | 102  |
| 13  | LMGTE Pro   | 52  | AF Corse                  | Antonio Fuoco Miguel Molina                            | Ferrari F154CB 3.9 L Turbo V8 | M     | 102  |
| 14  | LMP2        | 1   | Richard Mille Racing Team | Charles Milesi Sébastien Ogier Lilou Wadoux            | Oreca 07                      | G     | 101  |
| 14  | LMP2        | 1   | Richard Mille Racing Team | Charles Milesi Sébastien Ogier Lilou Wadoux            | Gibson GK428 4.2 L V8         | G     | 101  |
| 15  | LMP2 Pro-Am | 83  | AF Corse                  | Nicklas Nielsen François Perrodo Alessio Rovera        | Oreca 07                      | G     | 101  |
| 15  | LMP2 Pro-Am | 83  | AF Corse                  | Nicklas Nielsen François Perrodo Alessio Rovera        | Gibson GK428 4.2 L V8         | G     | 101  |
| 16  | LMP2        | 10  | Vector Sport              | Ryan Cullen Nico Müller Sébastien Bourdais             | Oreca 07                      | G     | 101  |
| 16  | LMP2        | 10  | Vector Sport              | Ryan Cullen Nico Müller Sébastien Bourdais             | Gibson GK428 4.2 L V8         | G     | 101  |
| 17  | LMP2 Pro-Am | 45  | Algarve Pro Racing        | James Allen René Binder Steven Thomas                  | Oreca 07                      | G     | 101  |
| 17  | LMP2 Pro-Am | 45  | Algarve Pro Racing        | James Allen René Binder Steven Thomas                  | Gibson GK428 4.2 L V8         | G     | 101  |
| 18  | LMGTE Pro   | 64  | Corvette Racing           | Tommy Milner Nick Tandy                                | Chevrolet Corvette C8.R       | M     | 101  |
| 18  | LMGTE Pro   | 64  | Corvette Racing           | Tommy Milner Nick Tandy                                | Chevrolet 5.5 L V8            | M     | 101  |
| 19  | LMP2 Pro-Am | 35  | Ultimate                  | François Heriau Jean-Baptiste Lahaye Matthieu Lahaye   | Oreca 07                      | G     | 100  |
| 19  | LMP2 Pro-Am | 35  | Ultimate                  | François Heriau Jean-Baptiste Lahaye Matthieu Lahaye   | Gibson GK428 4.2 L V8         | G     | 100  |
| 20  | LMGTE Pro   | 91  | Porsche GT Team           | Gianmaria Bruni Richard Lietz                          | Porsche 911 RSR-19            | M     | 100  |
| 20  | LMGTE Pro   | 91  | Porsche GT Team           | Gianmaria Bruni Richard Lietz                          | Porsche 4.2 L Flat-6          | M     | 100  |
| 21  | LMGTE Am    | 77  | Dempsey-Proton Racing     | Sebastian Priaulx Christian Ried Harry Tincknell       | Porsche 911 RSR-19            | M     | 99   |
| 21  | LMGTE Am    | 77  | Dempsey-Proton Racing     | Sebastian Priaulx Christian Ried Harry Tincknell       | Porsche 4.2 L Flat-6          | M     | 99   |
| 22  | LMGTE Am    | 33  | TF Sport                  | Ben Keating Marco Sørensen Henrique Chaves             | Aston Martin Vantage AMR      | M     | 99   |
| 22  | LMGTE Am    | 33  | TF Sport                  | Ben Keating Marco Sørensen Henrique Chaves             | Aston Martin 4.0 L Turbo V8   | M     | 99   |
| 23  | LMGTE Am    | 98  | Northwest AMR             | Paul Dalla Lana Nicki Thiim David Pittard              | Aston Martin Vantage AMR      | M     | 99   |
| 23  | LMGTE Am    | 98  | Northwest AMR             | Paul Dalla Lana Nicki Thiim David Pittard              | Aston Martin 4.0 L Turbo V8   | M     | 99   |
| 24  | LMGTE Am    | 54  | AF Corse                  | Nick Cassidy Francesco Castellacci Thomas Flohr        | Ferrari 488 GTE Evo           | M     | 99   |
| 24  | LMGTE Am    | 54  | AF Corse                  | Nick Cassidy Francesco Castellacci Thomas Flohr        | Ferrari F154CB 3.9 L Turbo V8 | M     | 99   |
| 25  | LMGTE Am    | 46  | Team Project 1            | Matteo Cairoli Nicolas Leutwiler Mikkel O. Pedersen    | Porsche 911 RSR-19            | M     | 99   |
| 25  | LMGTE Am    | 46  | Team Project 1            | Matteo Cairoli Nicolas Leutwiler Mikkel O. Pedersen    | Porsche 4.2 L Flat-6          | M     | 99   |
| 26  | LMGTE Am    | 86  | GR Racing                 | Ben Barker Riccardo Pera Michael Wainwright            | Porsche 911 RSR-19            | M     | 98   |
| 26  | LMGTE Am    | 86  | GR Racing                 | Ben Barker Riccardo Pera Michael Wainwright            | Porsche 4.2 L Flat-6          | M     | 98   |
| 27  | LMGTE Am    | 777 | D'Station Racing          | Charlie Fagg Tomonobu Fujii Satoshi Hoshino            | Aston Martin Vantage AMR      | M     | 97   |
| 27  | LMGTE Am    | 777 | D'Station Racing          | Charlie Fagg Tomonobu Fujii Satoshi Hoshino            | Aston Martin 4.0 L Turbo V8   | M     | 97   |
| 28  | LMGTE Am    | 60  | Iron Lynx                 | Matteo Cressoni Giancarlo Fisichella Claudio Schiavoni | Ferrari 488 GTE Evo           | M     | 97   |
| 28  | LMGTE Am    | 60  | Iron Lynx                 | Matteo Cressoni Giancarlo Fisichella Claudio Schiavoni | Ferrari F154CB 3.9 L Turbo V8 | M     | 97   |
| 29  | LMGTE Am    | 88  | Dempsey-Proton Racing     | Patrick Lindsey Fred Poordad Jan Heylen                | Porsche 911 RSR-19            | M     | 96   |
| 29  | LMGTE Am    | 88  | Dempsey-Proton Racing     | Patrick Lindsey Fred Poordad Jan Heylen                | Porsche 4.2 L Flat-6          | M     | 96   |
| 30  | LMGTE Am    | 85  | Iron Dames                | Christina Nielsen Rahel Frey Doriane Pin               | Ferrari 488 GTE Evo           | M     | 96   |
| 30  | LMGTE Am    | 85  | Iron Dames                | Christina Nielsen Rahel Frey Doriane Pin               | Ferrari F154CB 3.9 L Turbo V8 | M     | 96   |
| 31  | LMGTE Am    | 21  | AF Corse                  | Simon Mann Christoph Ulrich Toni Vilander              | Ferrari 488 GTE Evo           | M     | 94   |
| 31  | LMGTE Am    | 21  | AF Corse                  | Simon Mann Christoph Ulrich Toni Vilander              | Ferrari F154CB 3.9 L Turbo V8 | M     | 94   |
| 32  | LMGTE Am    | 71  | Spirit of Race            | Gabriel Aubry Franck Dezoteux Pierre Ragues            | Ferrari 488 GTE Evo           | M     | 91   |
| 32  | LMGTE Am    | 71  | Spirit of Race            | Gabriel Aubry Franck Dezoteux Pierre Ragues            | Ferrari F154CB 3.9 L Turbo V8 | M     | 91   |
| DNF | LMGTE Am    | 56  | Team Project 1            | Ben Barnicoat Brendan Iribe Ollie Millroy              | Porsche 911 RSR-19            | M     | 93   |
| DNF | LMGTE Am    | 56  | Team Project 1            | Ben Barnicoat Brendan Iribe Ollie Millroy              | Porsche 4.2 L Flat-6          | M     | 93   |
| DNF | LMP2        | 28  | Jota                      | Jonathan Aberdein Ed Jones Oliver Rasmussen            | Oreca 07                      | G     | 82   |
| DNF | LMP2        | 28  | Jota                      | Jonathan Aberdein Ed Jones Oliver Rasmussen            | Gibson GK428 4.2 L V8         | G     | 82   |
| DNF | LMP2        | 34  | Inter Europol Competition | Esteban Gutiérrez Jakub Śmiechowski Alex Brundle       | Oreca 07                      | G     | 52   |
| DNF | LMP2        | 34  | Inter Europol Competition | Esteban Gutiérrez Jakub Śmiechowski Alex Brundle       | Gibson GK428 4.2 L V8         | G     | 52   |
| DNF | Hypercar    | 8   | Toyota Gazoo Racing       | Sébastien Buemi Brendon Hartley Ryō Hirakawa           | Toyota GR010 Hybrid           | M     | 29   |
| DNF | Hypercar    | 8   | Toyota Gazoo Racing       | Sébastien Buemi Brendon Hartley Ryō Hirakawa           | Toyota 3.5 L Turbo V6         | M     | 29   |
| DNF | LMP2 Pro-Am | 44  | ARC Bratislava            | Tijmen van der Helm Miroslav Konôpka Bent Viscaal      | Oreca 07                      | G     | 25   |
| DNF | LMP2 Pro-Am | 44  | ARC Bratislava            | Tijmen van der Helm Miroslav Konôpka Bent Viscaal      | Gibson GK428 4.2 L V8         | G     | 25   |